# Heteroonops singulus
Heteroonops singulus is een spinnensoort in de taxonomische indeling van de Dwergcelspinnen (Oonopidae).
Het dier behoort tot het geslacht Heteroonops. De wetenschappelijke naam van de soort werd voor het eerst geldig gepubliceerd in 1942 door Gertsch & Davis.